# Трес-Пасус (микрорегион)

Трес-Пасус на карте.

Трес-Пасус (порт. Microrregião de Três Passos) — микрорегион в Бразилии, входит в штат Риу-Гранди-ду-Сул. Составная часть мезорегиона Северо-запад штата Риу-Гранди-ду-Сул. 
Население составляет 	143 794	 человека (на 2010 год). Площадь — 	3 860,129	 км². Плотность населения — 	37,25	 чел./км².

## Демография
Согласно сведениям, собранным в ходе переписи 2010 г. Национальным институтом географии и статистики (IBGE), население микрорегиона составляет:						
| Полное население                             | Полное население                             | Полное население                             | Полное население                             | 143 794 |
| -------------------------------------------- | -------------------------------------------- | -------------------------------------------- | -------------------------------------------- | ------- |
| в том числе:                                 | Городское население                          | 83 008                                       | Процент городского населения, %              | 57,73   |
|                                              | Сельское население                           | 60 786                                       | Процент сельского населения, %               | 42,27   |
|                                              | Мужское население                            | 71 233                                       | Процент мужского населения, %                | 49,54   |
|                                              | Женское население                            | 72 561                                       | Процент женского населения, %                | 50,46   |
| Плотность населения, чел/км²                 | Плотность населения, чел/км²                 | Плотность населения, чел/км²                 | Плотность населения, чел/км²                 | 37,25   |
| Население микрорегиона в % к населению штата | Население микрорегиона в % к населению штата | Население микрорегиона в % к населению штата | Население микрорегиона в % к населению штата | 1,34    |

## Статистика
- Валовой внутренний продукт на 2003 составляет 1 975 165 944,00 реалов (данные: Бразильский институт географии и статистики).
- Валовой внутренний продукт на душу населения на 2003 составляет 13 743,19 реалов (данные: Бразильский институт географии и статистики).
- Индекс развития человеческого потенциала на 2000 составляет 0,779 (данные: Программа развития ООН).

## Состав микрорегиона
В составе микрорегиона включены следующие муниципалитеты:
1. Барра-ду-Гуарита
2. Боа-Виста-ду-Бурика
3. Бон-Прогресу
4. Брага
5. Кампу-Нову
6. Крисиумал
7. Деррубадас
8. Дотор-Маурисиу-Кардозу
9. Эсперанса-ду-Сул
10. Оризонтина
11. Умаита
12. Мирагуаи
13. Нова-Канделария
14. Редентора
15. Седи-Нова
16. Сан-Мартинью
17. Тененти-Портела
18. Тирадентис-ду-Сул
19. Трес-Пасус
20. Виста-Гауша